# Методика
Методика:
- Сукупність взаємозв'язаних способів та прийомів доцільного проведення будь-якої роботи.
- Вчення про методи викладання певної науки, предмета.

Еталонна методика
Еталонна методика (reference procedure) — у хемометриці — узгоджена за усіма параметрами методика для визначення однієї чи більше характеристик певних речовин, де нема еталонного матеріалу для встановлення її точності. Напр., у хімії атмосфери — методика визначення характеристик повітря.